# Thelymitra yorkensis
Thelymitra yorkensis là một loài thực vật có hoa trong họ Lan. Loài này được Jeanes mô tả khoa học đầu tiên năm 2006.